# チョロギ
チョロギ（丁呂木・草石蚕・長老木、学名: Stachys sieboldii）は、シソ科の多年草の植物、あるいはその根にできる食用とされる球根のように見える塊茎部分である。チョウロギともいう。中国が原産で、日本には江戸時代に伝わった。縁起物として、正月のおせち料理によく添えられる。

## 名称
和名「チョロギ」の名は諸説あり、元々は中国語の「朝露葱」を日本語読みにしたとする説や、朝鮮語でミミズを意味するチョンロイ（チーロンイ）が転じたとする説、同じくミミズを意味する朝鮮語のジロイに由来する説などがある。いずれも、塊茎の形から連想された名だと考えられている。
チョロギの漢字表記は多数ある。根茎の形が石蚕（いさご、トビケラ類の幼虫のこと）の腹を思わせることから「草石蚕」と書かれたり、音から「丁呂木」「丁梠木」と書かれたりする。祝い事の際に食べる場合、縁起をかついで「長老木」「長老喜」「長老貴」「千代呂木」「千代老木」「長老芋」のように、さまざまな漢字があてられており、長寿とかけた縁起物とされている。
和名では、その形からネジリイモ、ネジイモ、ホラガイイモなどの別名で呼ばれることもある。他に甘露子、宝塔菜の名もある。
中国名は「甘露子」。英語名は Chinese artichoke（チャイニーズ・アーティチョーク）や chorogi（チョロギ）と表現され、フランス語名は crosne du japon （クロスヌ・デュ・ジャポン）などという。

## 来歴
中国の華南または華北の原産といわれ、華南には野性がある。中国では古くから栽培が行われており、8世紀の医方書・本草書『本草拾遺』（739年?）に「草石蚕」として記録がある。しかし、これは別種のハンゴンソウを指すもので、明代の本草書『救荒本草』（1406年?）にある「甘露子」の記述がチョロギだとする説もある。
日本では、チョロギの名は江戸時代の黒川道祐『遠碧軒記』（1675年）が初出で、次いで宮崎安貞の農書『農業全書』（1697年）と貝原益軒『菜譜』（1704年）に記載されている。『農業全書』では、「甘露子」「草石蚕」「地瓜子」として形態と栽培法を述べて栽培を奨励しており、この当時チョロギはまだ一般に普及していなかったとみられている。江戸中期の享保20年（1735年）の各藩の作物調査書には、備前・和泉・紀州・加賀・越中・米沢でテウロギの名で記されている。明治期になると根菜として栽培法が紹介され、栽培が容易で珍妙な形であることから全国各地でわずかずつながら栽培されるようになり、1949年（昭和24年）の調査書では全国23府県で栽培されていた記録がある。現在栽培が多いのは、大分県竹田市、福島県二本松市（旧・東和町）、広島県東広島市（旧・福富町）などで、竹田市付近は300年以上栽培を続けたといわれている。
1882年にフランスとイギリスに伝わり、当時は将来を有望視された野菜として栽培され、市販も行われた。1888年にはアメリカに伝わり、チャイニーズ・アーティチョークとよび慣わして栽培している。

## 特徴

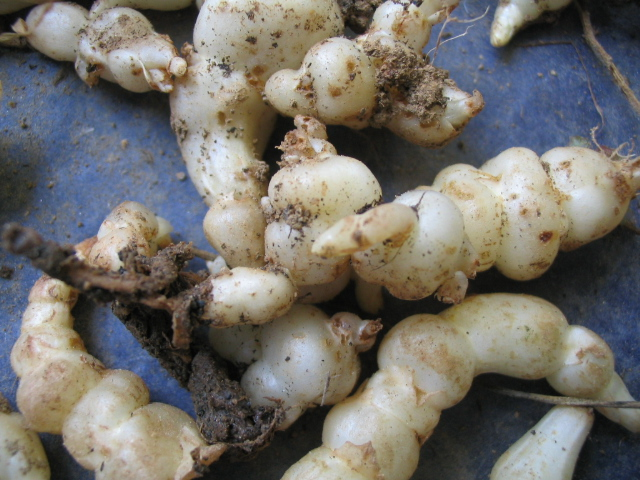
チョロギの塊茎。元の色は白い

シソ科の宿根草で、茎は直立して高さ30 - 60センチメートル (cm) ほどに育つ。茎の断面は四角形で、稜部に逆刺がある。葉は楕円形で、毛が生えており、葉縁には鋸歯がある。花期は7－9月。茎の先に穂状花序が生じ、淡紫紅色の花を各節に輪生して咲かせる。花はシソ科特有の唇形をしている。夏期に、地下の茎の各節から長さ3 cmから1メートル (m) になる地下茎を2本ずつ出し、8 - 10月のあいだにその先端に塊茎をつける。根にできる塊茎は、長さ1 - 3 cm程度の巻貝のような形をしており、2 - 10節、通常7 - 8節のクビレと、各節には退化した鱗状葉と芽があり、内外とも黄白色である。11 - 12月ごろに収穫し食用とする。日本では東北地方を中心に栽培されているが、京都など西の各地でも栽培されている。西日本での収穫期は東北よりもやや遅く、12月ごろになる。

## 栽培
日当たりのよい場所選び、株間を十分とって種芋となる塊茎を植え付けて育てる。ほとんど土質を選ばず栽培できるが、粘質土ではない有機質に富んだ土壌が適する。作型は露地栽培で、春（4月ごろ）に種芋から苗を育成し、晩春に植え付け、晩秋（11月下旬から12月中旬）に収穫する。根が伸びた先に新たらしい塊茎ができるので、広範囲に掘って収穫する。栽培は容易にできるが、塊茎は掘り残しを生じやすく、草勢も強いため、一度栽培すると野生化しやすい。肥料はそれほど多く必要としないが、栽培期間が長くて吸肥性が強いため、肥料の効果が大きいともいわれている。連作障害の影響を受けるため、輪作年限は2 - 3年とされる。
畑は堆肥などをすき込んで耕し、畝をつくり、畝間は50センチメートル (cm) くらい、株間は50 cmくらいになるようにする。春に種芋となる塊茎を10 - 20 cmの間隔で定植し、発芽後は葉が茂るまでしばらく除草は行わず、生育状況を見て追肥を行う。あるいは、育苗ポットに種芋を植え、本葉5、6枚の苗をつくって畑に定植する。特に剪定などは不要であるが、茎葉が茂ると倒伏しやすくなるため、必要に応じて支柱を立てて紐で結束するようにして誘引する。塊茎は地下3 - 6 cmのところにできるため、その後も月1回程度に株元を軽く土寄せと追肥をして株を充実させ、露出による地下茎肥大が悪くなるのを防ぐようにする。収穫は葉が枯れるのを待って行い、茎葉を刈り取ってから塊茎をていねいに掘りとる。掘りとった塊茎は、土を落としてから水中で土を洗い流して利用する。なお、翌年の種芋用として塊茎を保存するときは、土の中に埋めておくことにより、容易に保存することができる。

## 利用
お節料理で黒豆に添えられる梅酢で赤く漬けたチョロギが、もっともポピュラーな食べ方として知られる。縁起物の他、救荒植物としても利用される。
淡泊な味わいで、クセがなく、サクサクとした歯触りがある。梅酢漬けはユリ根に似た食感で、生姜のようにピリッと辛い味がする。生のチョロギを茹でたり、天ぷらにすると、ホクホクした食感になる。
塊茎を塩漬けや赤く染めた梅酢漬けにしたり、茹でたりして食べる。醤油漬け・塩漬け・梅酢漬けにしたものは、長期保存が可能で、市販もされる。塩漬けの場合、4 - 5日ほど漬けた後に梅酢やシソ酢に漬けて赤い色をつけることが多い。この赤く漬けたチョロギは、正月のお節料理によく用いられる。俵の形に見立てて正月の縁起物とし、お節料理ではそのまま単品として用いられるほか、クワイ、黒豆を煮たものに添えて供されることも多い。その他の調理法としては、うま煮、天ぷら、吸い物・茶碗蒸しの具、祇園漬け、汁の実などが挙げられる。西日本では焼いたものが箸休めに用いられる。
チョロギは中国からヨーロッパにも伝わり、フランスでも食用とされる。フランスではクリーム煮やサラダとして食べることがある。フランスで japonaise（ジャポネーズ、日本風）と名前に付く料理には、なぜか必ず付け合せにチョロギを盛り付ける。アメリカでは、ジャガイモのように煮るか、フライにして食べている。
稀に、チョロギは魚との食い合わせが悪いといわれることがある。また、体温を下げる食べ物としても有名である。
- 御節料理の赤く染められたチョロギと黒豆煮
- 赤梅酢で漬けた紅色のちょろぎ。真っ赤に染めた着色品も流通しているが、本来の梅酢で漬けたちょろぎは紅色を呈す。

## 栄養価と効果
塊茎は、炭水化物で食物繊維の一種でもあるスタキオースというオリゴ糖を特異的に豊富に含み、乾燥重量で63%程度といわれている。スタキオースは消化の良い四糖類で、この点でチョロギの栄養価値は高いと評されている。オリゴ糖は、小腸では吸収されずに大腸まで届いて、腸内細菌の餌となることが知られる。
塊茎および全草を乾燥させたものは「草石蚕」と呼ばれ、スタキドリン、コリン、スタキオースなどを含み、強壮作用や鎮咳作用がある。『本草綱目』（著者：李時珍）には「徐風破血、下気精神」とあり、外からの病の侵入から身体を守り、血の滞りを治し、気を静め精神を安定させる効果があるとされている。